# Samantha Detheux
 (janvier 2022).
Il peut être nécessaire de l'améliorer pour respecter le principe de neutralité de point de vue. 

 (janvier 2022).
 (janvier 2022).
La mise en forme du texte ne suit pas les recommandations de Wikipédia : il faut le « wikifier ».
Les points d'amélioration suivants sont les cas les plus fréquents :
- Les titres sont pré-formatés par le logiciel. Ils ne sont ni en capitales, ni en gras.
- Le texte ne doit pas être écrit en capitales (les noms de famille non plus), ni en gras, ni en italique, ni en « petit »…
- Le gras n'est utilisé que pour surligner le titre de l'article dans l'introduction, une seule fois.
- L'italique est rarement utilisé : mots en langue étrangère, titres d'œuvres, noms de bateaux, etc.
- Les citations ne sont pas en italique mais en corps de texte normal. Elles sont entourées par des guillemets français : « et ».
- Les listes à puces sont à éviter, des paragraphes rédigés étant largement préférés. Les tableaux sont à réserver à la présentation de données structurées (résultats, etc.).
- Les appels de note de bas de page (petits chiffres en exposant, introduits par l'outil «  Source ») sont à placer entre la fin de phrase et le point final[comme ça].
- Les liens internes (vers d'autres articles de Wikipédia) sont à choisir avec parcimonie. Créez des liens vers des articles approfondissant le sujet. Les termes génériques sans rapport avec le sujet sont à éviter, ainsi que les répétitions de liens vers un même terme.
- Les liens externes sont à placer uniquement dans une section « Liens externes », à la fin de l'article. Ces liens sont à choisir avec parcimonie suivant les règles définies. Si un lien sert de source à l'article, son insertion dans le texte est à faire par les notes de bas de page.
- La présentation des références doit suivre les conventions bibliographiques. Il est recommandé d'utiliser les modèles {{Ouvrage}}, {{Chapitre}}, {{Article}}, {{Lien web}} et/ou {{Bibliographie}}. Le mode d'édition visuel peut mettre en forme automatiquement les références.
- Insérer une infobox (cadre d'informations à droite) n'est pas obligatoire pour parachever la mise en page.

Pour une aide détaillée, merci de consulter Aide:Wikification.
Si vous pensez que ces points ont été résolus, vous pouvez retirer ce bandeau et améliorer la mise en forme d'un autre article.
Samantha Detheux est une cavalière belge de saut d'obstacles, née le 9 octobre 1975 à Rocourt et installée au Sart-Tilman.

## Biographie
Samantha Detheux nait le 9 octobre 1975 à Rocourt (Liège) et commence l'équitation à l'âge de 10 ans. Elle commence la compétition très jeune. À 12 ans, dans la catégorie scolaire, elle termine à la deuxième place du challenge Coming Men Trophy. 
À 17 ans, Samantha remporte la médaille de bronze au championnat d'Europe junior par équipe à Klagenfurt (Aut) et termine 13e au classement individuel avec Lady D. En 1997, Samantha gagne le championnat de Belgique Young Rider avec Jianka van de Bouwdonck.
En 2000, elle remporte le Grand-Prix du CSI-2* de Hasselt avec Bella Quenta. Samantha se classe également à la 5e place aux grands-prix du CSI-A de Maubeuge et de Leisele sur cette même jument Bella Quenta. 
En 2001, Samantha remporte médaille d'or de la Coupe des nations du CSIO-5* d'Athènes (0-0) avec Bis de la Mare. Elle termine 8e au championnat de Belgique et deuxième du CSI-A de Moorsele. Cette même année, elle gagne le Petit Grand-Prix du CSI-3* de Liège avec Quidame van de Wolfsakker,.
En 2002, Samantha gagne la Coupe des Nations du CSIO-5* d'Helsinki avec Elodice, avec ses compatriotes Sven Laevers, Koen Vereecke et Jean-Claude Van Geenberghe, devant l'Allemagne et la Finlande et obtient la  2e place du Grand-Prix (160m) du CSIO-5* de Rotterdam, toujours avec Elodice, juste derrière Lars Nieberg avec Loreana (Holsteiner) et devant Hubert Bourdy avec Eve des Etisses. Elle y reçoit le mérite de la meilleure cavalière du CSIO-5*,. Elle se classe également à la 5e place de la Queen's Cup du CSIO-5* de Hickstead.
En 2005, lors du championnat de Belgique à Kappelen, Samantha remporte la médaille de bronze avec Osta Rugs Sire Major de la Cour. C'est avec ce même étalon qu'elle prend la 5e place du Petit Grand Prix du CSIO-5* de Rome et remporte le petit grand prix du CSI-4* de Mechelen. En 2021, elle gagne le championnat de Belgique des jeunes chevaux de 4 ans à Gesves,.

## Palmarès
1991:
- 2e du challenge Coming Men Trophy avec Liberty

1993:
- Médaille de bronze au championnat d'Europe par équipe à Klagenfurt (Autriche) avec Lady D

1994:
- 4e par équipe au championnat d'Europe des Young Riders à Millstreet (Irlande)

2000:
- Vainqueur du Grand Prix du CSI*** de Hasselt (Belgique) avec Bella Quenta
- 5e au Grand Prix de Maubeuge (France) avec Bella Quenta
- 5e du Grand Prix CSI*** de Leisele (Belgique) avec Bis de la Mare

2001:
- Médaille d'or par équipe de la Coupe des nations du CSIO-5* de Athènes (Grèce) avec Bis de la Mare (0-0)
- 8e des championnats de Belgique avec Bis de la Mare
- 2e du Grand Prix de Moorsele (Belgique) avec Bis de la Mare
- Vainqueur Petit Grand Prix du CSI*** de Liège (Belgique) avec Quidame van de Wolfsakker

2002:
- 5e du CSIO-5* Queen's Cup de Hickstead (Angleterre) avec Elodice
- 1re par équipe de la Coupe des nations du CSIO-5* d'Helsinki (Finlande) avec Elodice

2003: 
- 2e au CSIO Grand Prix Super League de Rotterdam ( Hollande) avec Elodice
- Prix de la meilleure cavalière du CSIO de Rotterdam

2005:
- Médaille de bronze au championnat de Belgique à Kappelen (Belgique) avec Sire Major de la Cour
- 5e du Petit Grand Prix du CSIO-5* de Rome (Italie) avec Sire Major de la Cour

2021: 
- Championne de Belgique des chevaux de 4 ans à Gesves (Belgique)